# Gruppo Sportivo Imolese "Francesco Zardi" 1940-1941
Questa pagina raccoglie le informazioni riguardanti il Gruppo Sportivo Imolese "Francesco Zardi" nelle competizioni ufficiali della stagione 1940-1941.

## Rosa
| N. |                   | Ruolo | Calciatore         |
| -- | ----------------- | ----- | ------------------ |
|    | Italia (bandiera) | A     | Walter Balbi       |
|    | Italia (bandiera) | A     | E. Balducci        |
|    | Italia (bandiera) | D     | Icilio Baroncini   |
|    | Italia (bandiera) | C     | Giovanni Bonara    |
|    | Italia (bandiera) | C     | Domenico Bosi      |
|    | Italia (bandiera) | A     | Giovanni Codrigani |
|    | Italia (bandiera) | D     | F. Cornazzani      |
|    | Italia (bandiera) | A     | Luigi Costa        |
|    | Italia (bandiera) | A     | A. Domenicali      |
|    | Italia (bandiera) | C     | Giovanni Emiliani  |
|    | Italia (bandiera) | A     | L. Fanti           |
|    | Italia (bandiera) | A     | Giuliano Ferri     |
|    | Italia (bandiera) | C     | Mario Galassi      |
|    | Italia (bandiera) | C     | Vincenzo Galeati   |
|    | Italia (bandiera) | C     | Walter Gardelli    |
|    | Italia (bandiera) | C     | P. Garofani        |

| N. |                   | Ruolo | Calciatore         |
| -- | ----------------- | ----- | ------------------ |
|    | Italia (bandiera) | D     | L. Giordani        |
|    | Italia (bandiera) | D     | Leonardo Guerrini  |
|    | Italia (bandiera) | D     | Graziano Marchetti |
|    | Italia (bandiera) | C     | Giovanni Martini   |
|    | Italia (bandiera) | C     | A. Maselli         |
|    | Italia (bandiera) | A     | M. Mazzoni         |
|    | Italia (bandiera) | A     | Mentore Minghetti  |
|    | Italia (bandiera) | P     | Sergio Monducci    |
|    | Italia (bandiera) | D     | Bruno Obici        |
|    | Italia (bandiera) | D     | Plinio Patuelli    |
|    | Italia (bandiera) | A     | Ezio Pirazzini     |
|    | Italia (bandiera) | D     | V. Rubbi           |
|    | Italia (bandiera) | C     | Armando Salieri    |
|    | Italia (bandiera) | A     | Renzo Trovabene    |
|    | Italia (bandiera) | A     | Bruno Villa        |
|    | Italia (bandiera) | P     | Livio Xella        |